# Thozhur
Thozhur es una ciudad censal situada en el distrito de Tiruvallur en el estado de Tamil Nadu (India). Su población es de 5698 habitantes (2011). Se encuentra a 7 km de Tiruvallur y a 35 km de Chennai.

## Demografía
Según el censo de 2011 la población de Thozhur era de 5698 habitantes, de los cuales 2824 eran hombres y 2874 eran mujeres. Thozhur tiene una tasa media de alfabetización del 88,93%, superior a la media estatal del 80,09%: la alfabetización masculina es del 95,14%, y la alfabetización femenina del 82,84%.